# Bund Arabischer Republiken
Der im März 1972 vom irakischen Baath-Regime vorgeschlagene Bund der arabischen Republiken Ägypten, Syrien und Irak war eine Reaktion auf den jordanischen Vorschlag eines Vereinigten Arabischen Königreichs, kollidierte aber mit der ägyptisch-libysch-syrischen Föderation Arabischer Republiken und scheiterte an syrisch-irakischen Gegensätzen.

Eine gemeinsame Flagge hatten Ägypten, Irak und Syrien bereits 1963 vereinbart. Syrien hatte aber diese Flagge 1972 gerade abgeschafft; Ägypten hatte sie nie übernommen.

## Vorgeschichte

### Vereinigte Arabische Republik
Nassers Ägypten und Syrien hatten bereits 1958 eine Vereinigte Arabische Republik gebildet, die 1961 auseinandergebrochen war. Erste Versuche, eine neue VAR unter Einbeziehung auch des Irak zu bilden, hatte es unmittelbar nach der nahezu zeitgleichen Machtergreifung der Baathisten im Irak (8. Februar 1963) und in Syrien (Revolution des 8. März 1963) gegeben. Die am 17. April 1963 vereinbarte Bundesrepublik war jedoch noch im selben Jahr an Machtkämpfen zwischen Baathisten und Nasseristen in Syrien und im Irak gescheitert, und auch die 1964 zwischen Nasser und irakischen Nasseristen geschaffene Vereinigte Politische Führung führte nicht zu einer neuen Vereinigten Arabischen Republik. Machtkämpfe innerhalb der Baath-Partei führten stattdessen 1966 auch zum Bruch zwischen syrischen und irakischen Baathisten.

### Föderation Arabischer Republiken

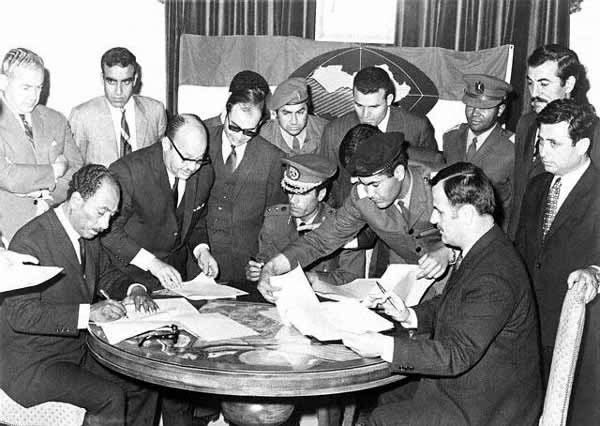
Die 1971 von Sadat (links), Gaddafi (Mitte) und Assad (rechts) vereinbarte Föderation Arabischer Republiken war 1972 bereits in Kraft getreten

Angesichts der Niederlage Ägyptens und Syriens im Arabisch-Israelischen Krieg von 1967 forderte der syrische Präsident Nureddin al-Atassi im September 1967 die Präsidenten Ägyptens und Iraks auf, mit Syrien einen „Einheitsstaat der sozialistischen Araber“ zu bilden, ohne dafür bei einem Treffen mit seinen Amtskollegen in Kairo 1968 nennenswerte Unterstützung zu finden. Machtkämpfe innerhalb der syrischen Baath-Partei bzw. der Druck des damaligen Verteidigungsministers Hafiz al-Assad auf Präsident Atassi führten im März 1969 zum Abschluss eines syrisch-irakischen Militärbündnisses und zur Stationierung irakischer Truppen in Syrien. Im Juni 1969 erklärte Iraks Präsident Hasan al-Bakr, dass eine irakisch-syrische Union der Beginn einer arabischen Vereinigung sein müsse.
Demgegenüber verkündete Atassi im selben Monat erneut, Syrien plane eine „politische Union mit progressiven arabischen Staaten, insbesondere mit Ägypten“, und nach dem Sturz Atassis im November 1970 orientierte auch Assad als Syriens neuer Premier bzw. Präsident mehr auf ein Bündnis mit den neuen Machthabern Ägyptens und Libyens. Irak wurde gedrängt, seine Truppen aus Syrien abzuziehen, und am 17. April 1971 vereinbarten Assad, Sadat und Gaddafi eine Föderation Arabischer Republiken. Der Bau des Tabqa-Dammes belastete das syrisch-irakische Verhältnis erneut.

### Vereinigtes Arabisches Königreich
Neben der eigenen Isolation beunruhigte Iraks Führung die Möglichkeit einer Annäherung bzw. Aussöhnung Jordaniens mit den USA und Israel. Die Zerschlagung der palästinensischen Kampfverbände durch jordanische Truppen 1970/71 hatten die zum Schutz vor Israel in Jordanien stationierten irakischen Verbände ebenso tatenlos mitangesehen wie Syriens Militärmachthaber Assad, der Atassis Intervention zugunsten der Palästinenser verhindert hatte. Dennoch hatte Jordanien den Abzug der irakischen Truppen verlangt. Im März 1972 schlug Jordaniens König Hussein Israel sogar einen Separatfrieden vor, sollte es der Rückgabe der besetzten palästinensischen Gebiete an Jordanien zustimmen. Statt eines von den übrigen arabischen Staaten geforderten unabhängigen Staates Palästina sollte nur ein palästinensisches Autonomiegebiet innerhalb eines Vereinigten Arabischen Königreichs entstehen.
Des Königs Vorschlag wurde umgehend nicht nur von der PLO, allen übrigen Staaten der Arabischen Liga und den meisten Staaten der Organisation für Islamische Zusammenarbeit abgelehnt, sondern auch von Israel. Angesichts dieser seltenen arabischen Einigkeit unterbreitete al-Bakr am 15. März und 20. März 1972 den Gegenvorschlag, die PLO bzw. (das gemeinsam zu befreiende) Palästina sollte Teil eines arabischen Einheitsstaates werden, den Ägypten und Syrien mit dem Irak bilden sollten.

## Bund der arabischen Republiken

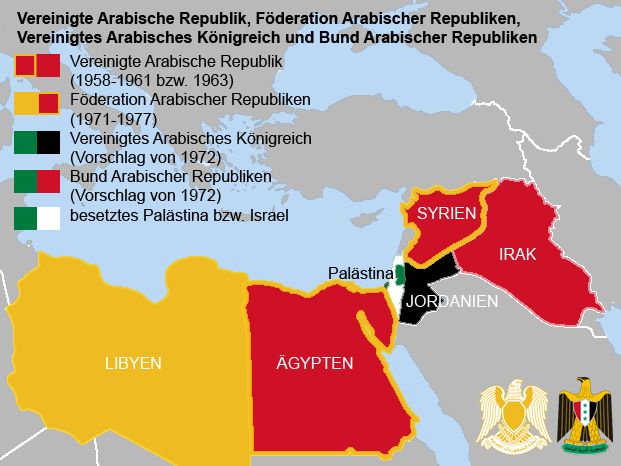
Der Bund (rot) glich der Vereinigten Arabischen Republik von 1963

Abgesehen von der Einbeziehung Palästinas bzw. der PLO ähnelte das Grundgerüst des irakischen Vorschlags stark den bereits 1963 ausgehandelten Bedingungen.
Vorgesehen waren eine gemeinsame Außenpolitik mit gemeinsamen diplomatischen Vertretungen im Ausland, eine einheitliche Verteidigungspolitik mit gemeinsamen Streitkräften sowie eine einheitliche Wirtschafts- und Finanzpolitik. Dafür sollte der Bund eine gemeinsame Volksversammlung bekommen, in der die Zahl der Abgeordneten der jeweiligen Bundesstaaten proportional zum Anteil der Gesamtbevölkerung des Bundes sein sollte. Neben dieser Bundesversammlung sollte es in Form eines Rates der Republiken eine zweite Kammer geben, in dem alle Bundesstaaten gleich vertreten sein sollten. Ein gemeinsamer Rat der Präsidenten der Bundesstaaten sollte die Exekutive bilden. Beschlüsse sollten mit Mehrheit, nicht durch Einstimmigkeit gefällt werden. Auch ein gemeinsames Bundesverfassungsgericht war vorgesehen; und eine gemeinsame Bundesverfassung sollte die Rechte und Freiheiten der bestehenden Parteien und Organisationen in den einzelnen Bundesstaaten garantieren.
| Einwohnerzahl | Ägypten    | Irak      | Syrien    | Palästina                   | Gesamt           |
| --- | ---------- | --------- | --------- | --------------------------- | ---------------- |
| 1962/63 (Schätzung) | 27,96 Mio. | 7,26 Mio. | 5,47 Mio. | nicht Teil der VAR von 1963 | 40,69 Mio.       |
| 1972 (Schätzung) | 34,84 Mio. | 9,75 Mio. | 6,68 Mio. | mehr als 1 Mio.             | mehr als 52 Mio. |
| In den Dreierbund hätte Ägypten gegenüber Irak und Syrien mehr als zwei Drittel der Bevölkerung eingebracht. War 1963 deshalb noch ausgehandelt worden, dass Ägypten nicht automatisch zwei Drittel der Sitze in der Bundesversammlung erhalten sollte, so hätte 1972 auch ohne eine solche Klausel die Hinzunahme Palästinas eine ägyptische Zweidrittelmehrheit verhindert. |            |           |           |                             |                  |

Der Bund sollte allen „progressiven“ arabischen Staaten offenstehen, die beitreten wollten – nur Libyen sollte irakischen Wünschen zufolge vorerst ausgeschlossen werden. Zwischen Libyen und Irak gab es Konflikte wegen der Annäherung Iraks an die Sowjetunion und der scheinbaren Aussöhnung der irakischen Baath-Partei mit den Kommunisten. Iraks Baath-Führung beschuldigte Gaddafi, syrisch-irakische Gegensätze finanziell zu fördern.

## Reaktionen

In Damaskus und Kairo warb Iraks damaliger Vizepräsident Saddam Hussein für den Vereinigungsvorschlag

Eine irakische Delegation unter Leitung des damaligen Vizepräsidenten Saddam Hussein reiste Ende März 1972 nach Syrien und Ägypten, um mit dem Angebot wirtschaftlicher (vor allem finanzieller) und militärischer Unterstützung für das Projekt zu werben. Saddam Hussein kam zwar in Damaskus mit Assad, am 26. März in Kairo mit Ägyptens Vizepräsidenten Mahmud Fauzi und schließlich am 28. März in Alexandria auch mit Sadat zusammen, aber die Reaktionen blieben höflich zurückhaltend. Sadat hatte vor seinem Treffen mit Saddam Hussein den irakischen Plan bereits in Libyen mit Gaddafi diskutiert; gegenüber Irak verwies Ägypten nur auf die schon bestehende Föderation mit Syrien und Libyen. In der ägyptischen Pressemitteilung zum Abschluss des irakischen Staatsbesuches wurde der Unionsvorschlag nicht erwähnt.
Syrien und Ägypten luden den Irak aber ein, sich der Föderation anzuschließen. Syriens Außenminister Abd al-Halim Chaddam machte vage Vorschläge, wie ein Anschluss Iraks an die Föderation aussehen könnte. Zunächst sollten sich auf einem syrisch-irakischen Gipfeltreffen die verfeindeten Flügel der Baath-Partei aussöhnen und wiedervereinigen. Bereits im August 1971 allerdings waren die nach den Machtkämpfen von 1966 und 1970 in den Irak geflüchteten syrischen Baath-Führer und -Politiker (Michel Aflaq, Amin al-Hafiz, Shibli al-Aysami) von Syrien in Abwesenheit zum Tode verurteilt worden. Die Nationalisierung der durch Syrien verlaufenden Baniyas-Pipeline der Iraqi Petroleum Company verschärfte die Beziehungen weiter. Dennoch (und nachdem Ägypten und Libyen im August 1972 die Bildung einer Vereinigten Politischen Führung zum Zwecke einer engeren Union innerhalb der Föderation angekündigt hatten) beantwortete al-Bakr am 22. Oktober 1972 die syrischen Vorschläge wohlwollend und schlug eine syrisch-irakische Union innerhalb der Föderation vor. Dafür sollten auch Syrien und Irak zunächst eine Vereinigte Politische Führung bilden und eine gemeinsame Strategie zur Befreiung Palästinas erarbeiten.
An weiterführenden Diskussionen und Verhandlungen zeigten Syrien und Ägypten aber kein Interesse. Kritiker rechtfertigten die Ablehnung später mit der Behauptung, der irakische Vorschlag sei nicht ernst gemeint gewesen. Dennoch versicherte Irak am 27. Januar 1973 Ägypten und Syrien seiner vollen militärischen und wirtschaftlichen Unterstützung im Falle eines Krieges gegen Israel und regte ein gemeinsames Oberkommando an, was von Ägypten und Syrien abgelehnt wurde.

## Folgen

Um Iraks Isolation zu durchbrechen, schloss Präsident al-Bakr 1972 Freundschaft mit der Sowjetunion.

Parallel zum arabischen Einigungsplan hatte Saddam Hussein bei einem Besuch in Moskau im Februar 1972 auch die Vertiefung der Beziehungen zur Sowjetunion vorbereitet, um eine drohende Isolation Iraks zu verhindern. Am 9. April 1972 unterzeichneten al-Bakr und der sowjetische Ministerpräsident Alexei Kossygin in Bagdad einen umfangreichen Freundschaftsvertrag, und im Mai 1972 nahm das Baath-Regime Kommunisten in die Regierung auf.
Gaddafis Libyen nahm den Freundschaftsvertrag sofort zum Anlass, die diplomatischen Beziehungen zum Irak abzubrechen – obwohl auch Ägypten schon 1971 einen Freundschaftsvertrag mit der Sowjetunion geschlossen hatte und obwohl auch Syriens Baath-Regime noch im März 1972 offiziell eine Koalition mit der Kommunistischen Partei gebildet hatte. Auf libysches Drängen verwies Ägypten im Juni 1972 unerwartet alle sowjetischen Berater des Landes, und im August 1972 gab Sadat sogar Gaddafis Drängen nach, innerhalb der Föderation binnen Jahresfrist eine noch engere Union zwischen Ägypten und Libyen zu bilden. Bis zum Vorabend des Oktoberkrieges 1973 waren diesbezüglich zwar keine Fortschritte gemacht worden, dennoch unterstützte Libyen ebenso wie Irak den äygptisch-syrischen Angriff auf Israel.
Die Zustimmung zu einem Waffenstillstand mit Israel entzweite 1974 Libyen und Ägypten ebenso wie Syrien und Irak. Die gemeinsame Ablehnung der von Ägypten gebilligten Intervention Syriens im Libanesischen Bürgerkrieg brachte Irak und Libyen 1976 einander näher, während sich demgegenüber auch Syrien und Ägypten weiter annäherten. Nach Sadats Jerusalem-Reise aber verließen sowohl Libyen als auch Syrien 1977 endgültig die Föderation. Das Camp-David-Abkommen 1978 und den ägyptisch-israelischen Separatfrieden 1979 lehnten Syrien und Libyen ebenso ab wie Irak. Der von Libyen gebildeten Ablehnungsfront schloss sich Irak zwar nicht an, 1978 aber kam es zu einer vorübergehenden syrisch-irakischen Aussöhnung, die 1979 sogar in einem erneuten syrisch-irakischen Unionsplan gipfelte. Nach dem raschen Scheitern auch dieses Vorhabens beteiligte sich Irak an keinen weiteren arabischen Einigungsversuchen mehr. Ein 1980/81 folgender erneuter Vereinigungsversuch mit Libyen war auch Syriens letzte Beteiligung an einem Einigungsvorhaben.

## Anmerkung

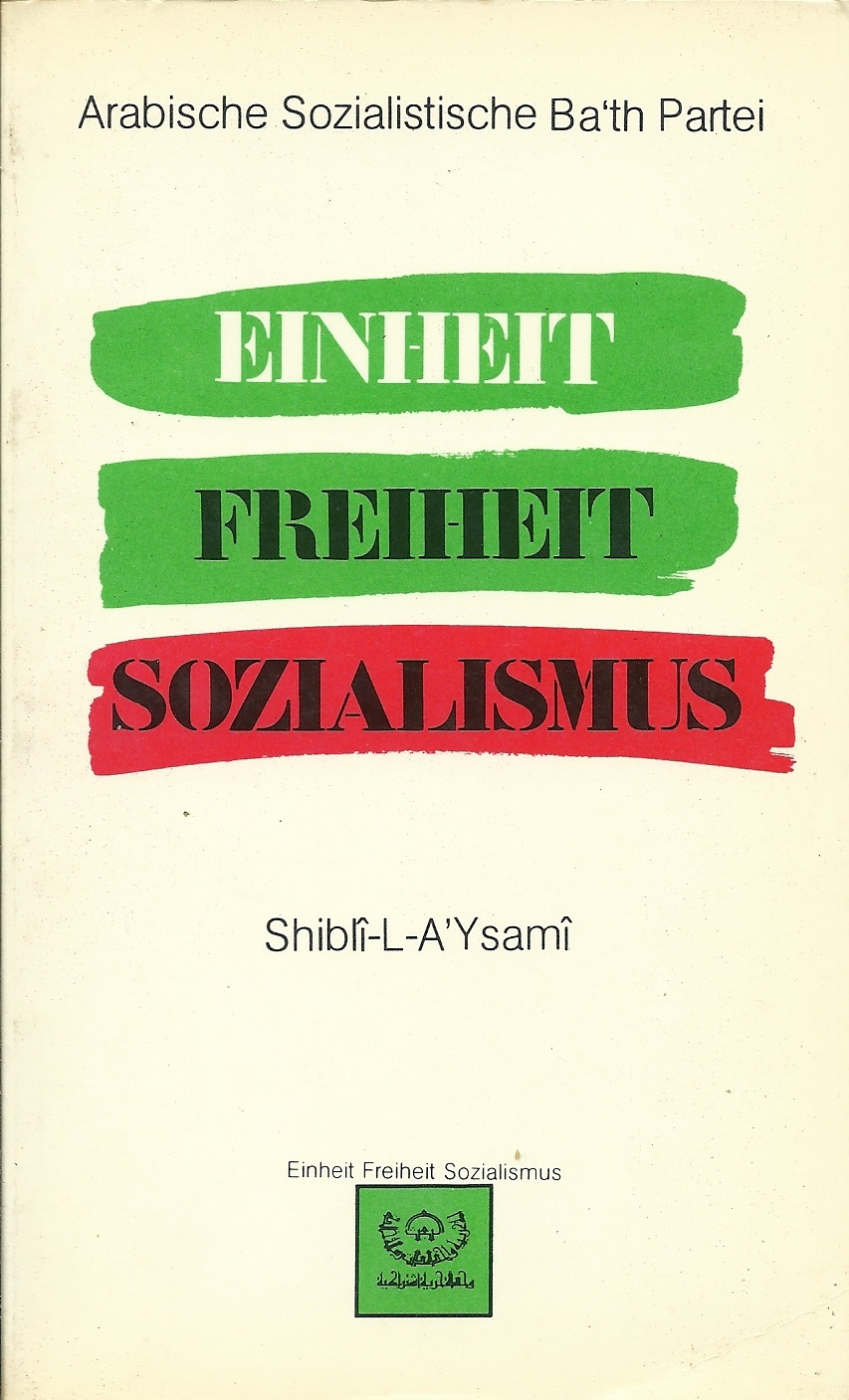
Im Buch des syrischen Baath-Politikers Shibli al-Aysami wird der irakische Vorschlag als Bund der arabischen Republiken übersetzt

1. ↑  Ebenso wie die Föderation Arabischer Republiken hieß offenbar auch ihr irakischer Gegenentwurf auf arabisch اتحاد الجمهوريات العربية, DMG ittiḥād al-ǧumhūrīyāt al-ʿarabīya. Als Alternative zu ebendieser Föderation aber wurde für ittiḥād (eigentlich: Union) in der deutschen Übersetzung wohl bewusst Bund gewählt, obwohl der irakische Entwurf faktisch eine neue Vereinigte Arabische Republik sein sollte.